# 荒野の果てに

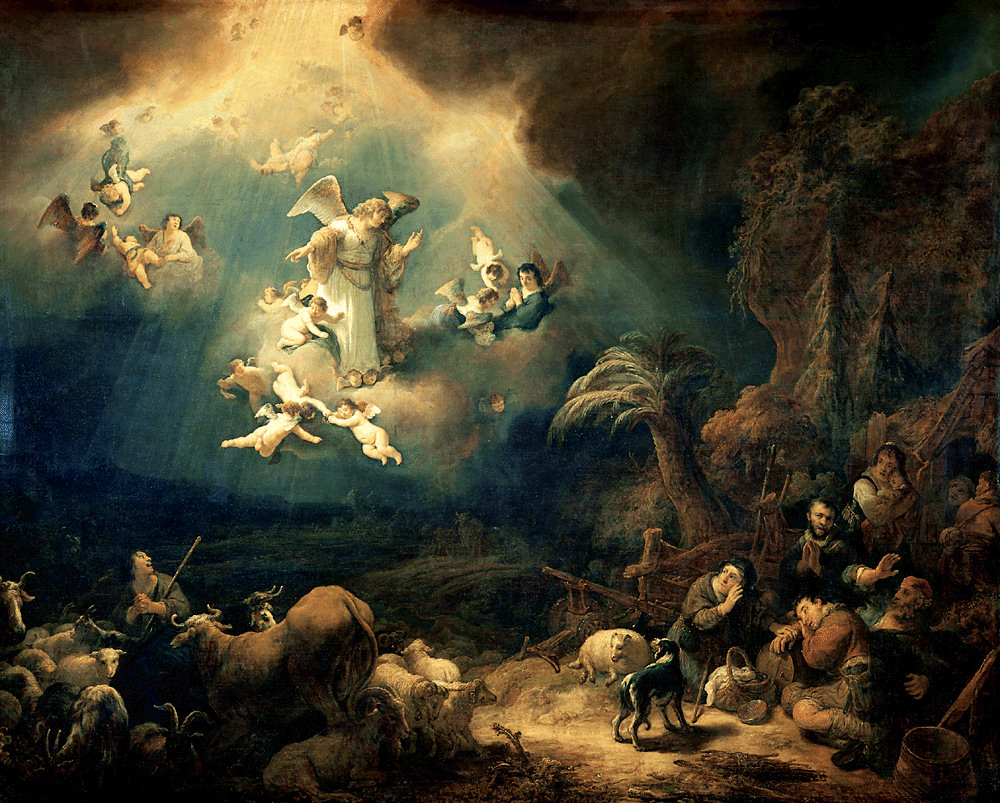
キリストの降誕を羊飼いに告げる天使

荒野の果てに（あらののはてに、フランス語: Les Anges dans nos Campagnes，英語: Angels We Have Heard on High）とは、クリスマス・キャロルの一つで、キリスト教の教会においては、聖歌・讃美歌でもある。

## 概説
フランス語の原曲は文献上1842年の賛美歌集(Choix de cantiques sur des airs nouveaux)に初めて現れる。しかしオランダの学者 Jan Reinier Hendrik de Smidt によると、このキャロルは18世紀にさかのぼるとされる。
英語で一般に使われる歌詞は、はじめ1860年にジェイムズ・チャドウィックが翻訳したものを1862年に誰かが改訂したものである。
フランス語での原題である「 Les Anges dans nos Campagnes（レ・ザンジュ・ダン・ノ・カンパーニュ）」とは、「我らが牧場（野辺）にて天使が」の意味である。（フランス語の campagne は、「田舎・田園地帯・地方」や、「戦場」というような意味であるが、ラテン語を起源としており、古い用法としては、「平野・平地・野辺」という意味がある）。英語では、「 Angels We Have Heard on High（いと高き処に我らは聞きたり、御使いたちが）」と訳されている。
英語の翻訳の場合も、元のフランス語の歌の場合も、最初の「御使い（天使）たち」は、二行目に続く歌詞の主語となっている。フランス語の場合、「 Les anges dans nos campagnes / Ont entonné l’hymne des cieux 」と続き、「我らが牧場にて、御使いたちが、天より聖歌を歌い始めり」という意味になる。チャドウィックによる英語の翻訳の歌詞では、「 Angels we have heard on high / Sweetly singing o’er the plains 」となり、「いと高き処に我らは聞きたり、御使いたちが、牧場を越えて甘美なる歌をうたいし（ことを）」という意味である。
英語では、アメリカ合衆国のエドワード・シッペン・バーンズの編曲した版が普及している。この編曲はポリフォニー的で、とくに「グローリア」の部分においてそうである。

### 曲の特徴
ラテン語で歌われる「 Gloria in excelsis Deo 」の歌い方に特徴があり、メリスマを使った、長く続く旋律の高低移行が独特で印象的である。

### 日本語訳
日本語訳では、カトリック教会の『カトリック聖歌集（1966年版）』にある「あめ（天）のみつかいの」が有名である。クリスマス（降誕）ミサでの司祭退堂（閉祭）の歌としてよく歌われている。『カトリック聖歌集』以前の『公教聖歌集（1933年版）』では「あふげやあふげ」というタイトルであった。
第二バチカン公会議（1962～65年）後に発行され、現在のミサで主流となっている『典礼聖歌集』もしくは『カトリック典礼聖歌集』では、日本人作曲のものという編集方針のため、この曲は含まれていない。しかしながら、クリスマス・キャロルの日本語聖歌が大変少ないため、よく親しまれているこの聖歌が用いられている。
また、プロテスタント系である日本基督教団の『讃美歌 (1954年版)』などでは、「荒野の果てに」というタイトルになっている。このタイトルは、『讃美歌21』でも継承されている。他方、『聖歌』と『聖歌 (総合版)』では、「君なるイェスは　今生（あ）れ坐（ま）しぬ」というタイトルとなっている。なお、『カトリック聖歌集（1966年版）』『公教聖歌集（1933年版）』『賛美歌（1954年版）』、いずれも最初の行から歌のタイトルが取られている。
『カトリック聖歌集（1966年版）』では121番、『公教聖歌集（1933年版）』では36番、また、『讃美歌 (1954年版)』では106番で、同じ日本基督教団の『讃美歌21』では263番、そして日本福音連盟の『聖歌』では138番、聖歌の友社の『聖歌 (総合版)』では86番、『日本聖公会聖歌集』では91番に割り当てられている。

## フランス語の歌詞
| Les anges dans nos campagnes Ont entonné l’hymne des cieux, Et l’écho de nos montagnes Redit ce chant mélodieux : Gloria in excelsis Deo (bis) Bergers, pour qui cette fête ? Quel est l’objet de tous ces chants ? Quel vainqueur, quelle conquête Mérite ces cris triomphants : Gloria in excelsis Deo (bis) Ils annoncent la naissance Du libérateur d’Israël Et pleins de reconnaissance Chantent en ce jour solennel : Gloria in excelsis Deo (bis) Cherchons tous l’heureux village Qui l’a vu naître sous ses toits Offrons-lui le tendre hommage Et de nos cœurs et de nos voix : Gloria in excelsis Deo (bis) Bergers, quittez vos retraites, Unissez-vous à leurs concerts, Et que vos tendres musettes Fassent retenir les airs : Gloria in excelsis Deo (bis) | 天使たちが、野辺にて 天より聖歌をうたい始めたまえり 山々は木霊によって いと甘美なるうたを繰り返す いと高き処、神に栄光あれ（ルフラン（繰り返し）） 羊飼いよ、汝らの喜びは誰が為か？ かの甘美なる歌は何のためか？ いかなる者が、勝利と征服で かの凱歌に満ちた声に相応しいのか いと高き処、神に栄光あれ（ルフラン） 天使たちは告げたまう イスラエルの救い主の誕生を 感謝の思いに満ちて いと厳粛なこの日を歌いたまう いと高き処、神に栄光あれ（ルフラン） 幸いなる村を捜し求めん そが家にて、かの方の誕生を見し村を かの方に心より敬意を奉らん 我らが心と声にて献げものを奉らん いと高き処、神に栄光あれ（ルフラン） 羊飼いたちよ、身を隠すのをやめよ 天使たちの合唱に加われ 汝らの優しき風笛もって 天の歌が終わることなく続くように いと高き処、神に栄光あれ（ルフラン） |

## 英語の歌詞
| Angels we have heard on high Sweetly singing o’er the plains, And the mountains in reply Echoing their joyous strains. (CHORUS) : Gloria, in excelsis Deo! Shepherds, why this jubilee? Why your joyous strains prolong? What the gladsome tidings be Which inspire your heavenly song? (CHORUS) Come to Bethlehem and see Christ Whose birth the angels sing; Come, adore on bended knee, Christ the Lord, the newborn King. (CHORUS) | いと高き天より我らは聞きたり 天使たちの甘美な歌が野辺に満ちるのを 山々は歌声に答え 喜びに満ちし旋律が木霊せり （斉唱）： いと高き処、神に栄光あれ 羊飼いよ、この祝祭は何の故か？ 汝らの喜びに満ちし旋律は何故続くのか？ いかなる喜びの便りもて この神々しい歌を汝らは歌うのか？ （斉唱） ベツレヘムに来たりて見よ 天使が歌にて誕生を知らせしキリストを 来たりて、跪いて拝め 主キリスト、新たな王の誕生を （斉唱） |

## 収録讃美歌
讃美歌（1954年版） 106番
讃美歌第二編 243番
讃美歌21 263番
聖歌 138番
聖歌 (総合版) 86番 （中田羽後訳）
新聖歌 78番
教会福音讃美歌 87番
新生讃美歌 165番
教会讃美歌 33番
希望の讃美歌 46番
日本聖公会聖歌集 91番
カトリック聖歌集 121番